# Varzi
Varzi es una localidad y comune italiana de la provincia de Pavía, región de Lombardía, con 3.460 habitantes.

## Evolución demográfica
| Gráfica de evolución demográfica de Varzi entre 1861 y 2001 |
|                                                             |
| Fuente ISTAT - elaboración gráfica de Wikipedia             |